# Patrick Blanc
Patrick Blanc (Parijs, 3 juni 1953) is een Franse botanicus, werkzaam bij het Centre national de la recherche scientifique. Hij is vooral bekend voor zijn verticale tuinen, waarvan hij als een van de pioniers wordt beschouwd. Enkele van zijn bekende werken zijn te vinden bij het CaixaForum te Madrid, het Musée du quai Branly te Parijs en de One Central Park wolkenkrabber te Sydney.

## Afbeeldingen

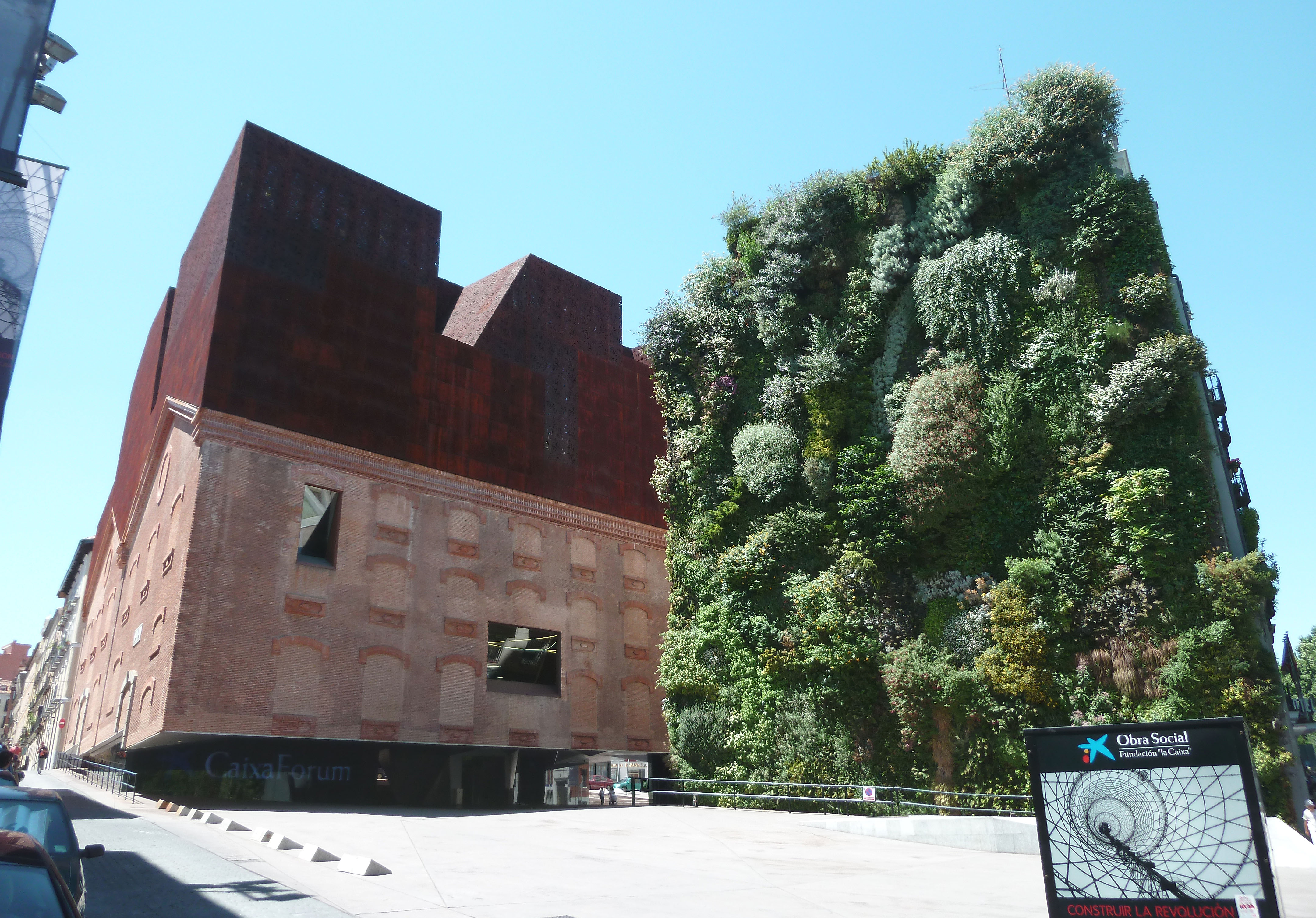
CaixaForum, Madrid
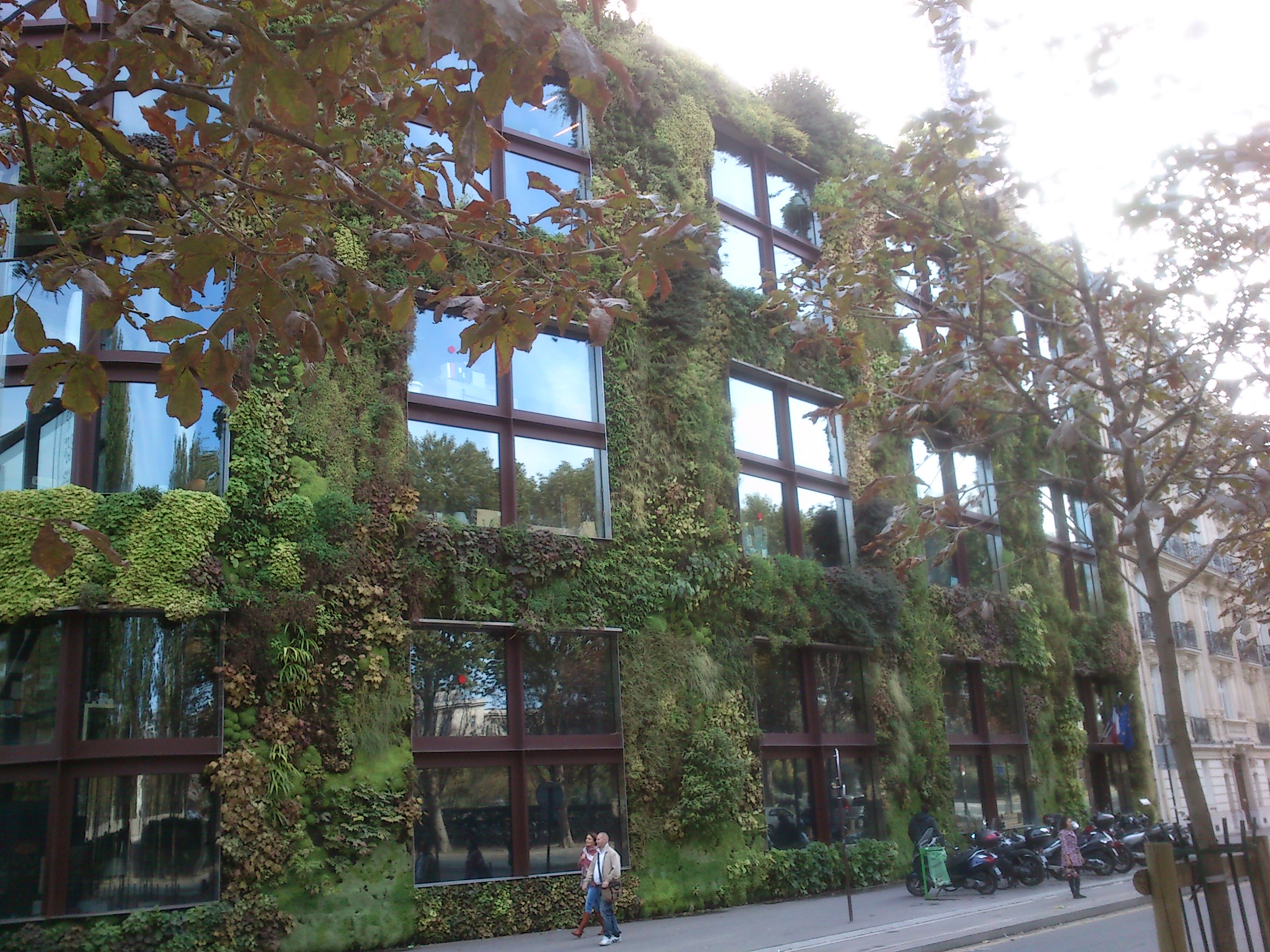
Musée du quai Branly, Parijs

- Bibliothèque nationale de France: cb12181133r (data)
- Author citation (botany): P.Blanc
- Gemeinsame Normdatei: 133066398
- International Standard Name Identifier: 0000 0001 1925 4156
- Library of Congress Control Number: no2008138406
- Nationale Bibliotheek van Israël: 987007436588705171
- Nederlandse Thesaurus van Auteursnamen: 072181354
- RKD-Nederlands Instituut voor Kunstgeschiedenis: 353813
- Système universitaire de documentation: 075931648
- Virtual International Authority File: 35634220
- WorldCat: E39PBJx4mKDD934VXRyVPfhrbd